# Kindersterblichkeit

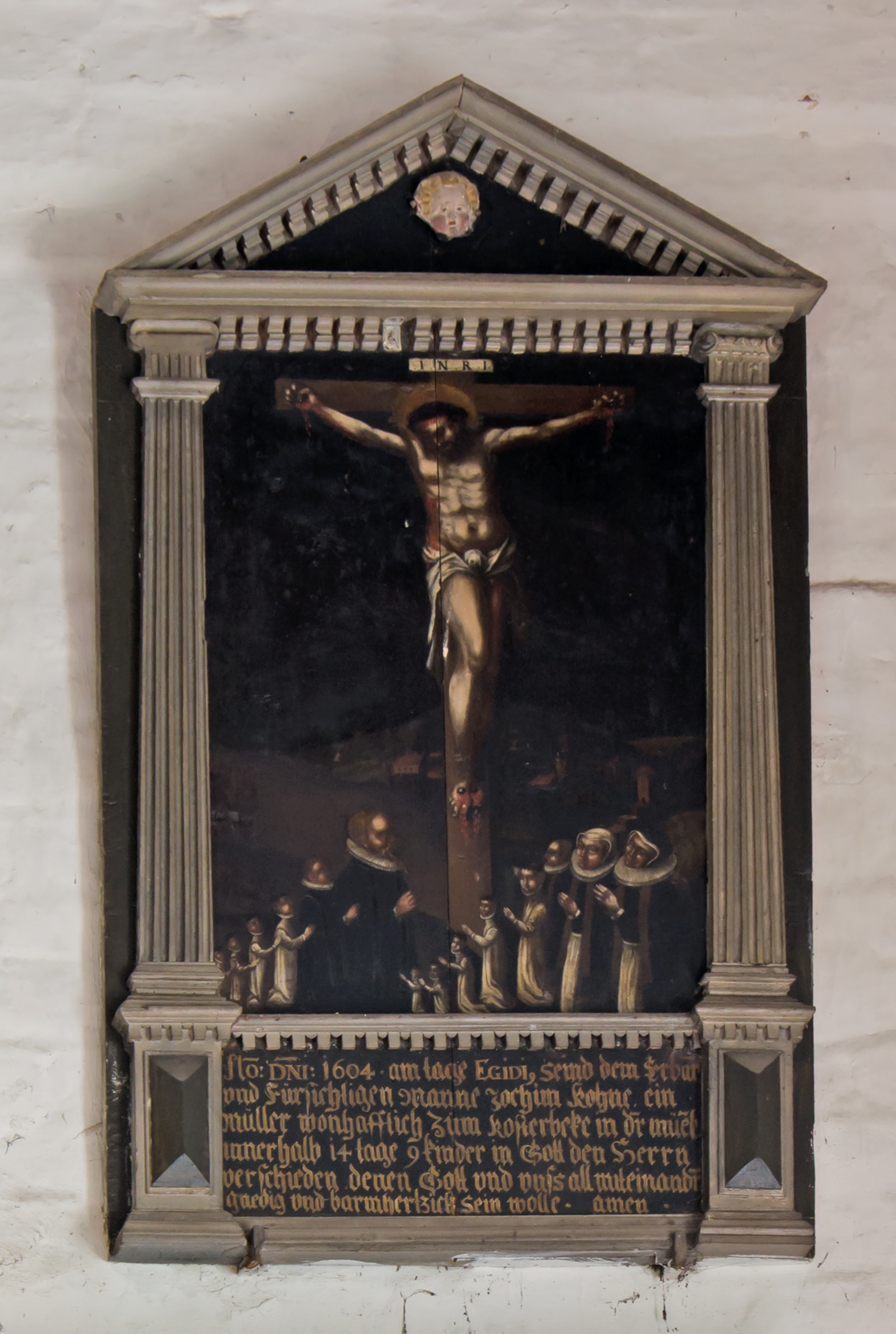
Der Mecklenburger Müller Kohne verlor 1604 innerhalb von nur zwei Wochen neun seiner Kinder. Auf dem zum Andenken gestifteten Epitaph sind die Kinder mit weißen Totenhemden dargestellt.

Kindersterblichkeit beziffert den Anteil der Kinder, die im Zeitraum der ersten fünf Lebensjahre sterben, bezogen auf 1000 Lebendgeburten. Die Sterblichkeit im ersten Lebensjahr bezeichnet man als Säuglingssterblichkeit. Laut UNICEF ist Mangelernährung die Hauptursache für Kindersterblichkeit.
In Deutschland betrug die Kindersterblichkeit 2006 3,8 pro 1000 Lebendgeburten, in Österreich 3,6 pro 1000 Lebendgeburten. Für die Schweiz wird die Zahl für 2008 auf etwa 4 geschätzt.

## Ursachen
Perinatale Komplikationen sind Hauptursache für die Kindersterblichkeit. Diese steht vor allem in Entwicklungsländern zu über 50 % in Zusammenhang mit Mangelernährung. In Subsahara-Afrika verursachen auch Malaria und Aids einen großen Teil der Kindersterblichkeit. Nach Angaben von UNICEF sind Durchfall und Pneumonien für fast ein Drittel der Todesfälle bei unter Fünfjährigen weltweit verantwortlich, das entspricht über zwei Millionen Toten. 90 % dieser Todesfälle ereignen sich in Subsahara-Afrika und Südasien.

## Historische Entwicklung
Bei Jäger-und-Sammler-Gesellschaften und bis weit in die historische Zeit hinein lag die Sterblichkeit so hoch, dass etwa 27 % der Kinder das erste Jahr nicht überlebten, 47 % starben vor Erreichen der Pubertät.

Anteil lebend geborener Kinder, die starben, bevor sie fünf Jahre alt wurden

Im Mittelalter war die Kindersterblichkeit in Europa sehr viel höher als heute. Das Lexikon des Mittelalters gibt an, dass mehr als die Hälfte der Kinder keine 14 Jahre alt wurden. Seit dem Beginn der Aufklärung ist die Sterblichkeit von Kindern rapide gesunken. Die Kindersterblichkeit in den reichen Ländern liegt heute weit unter einem Prozent. In der frühen Neuzeit war die Kindersterblichkeit sehr hoch; in Schweden starb im 18. Jahrhundert jedes dritte Kind und in Deutschland im 19. Jahrhundert jedes zweite Kind.
Mit dem Rückgang der Armut und zunehmendem Wissen und Angebot im Gesundheitswesen sank die Kindersterblichkeit weltweit sehr schnell: von 18,2 % im Jahr 1960 auf 4,3 % im Jahr 2015. Die Anstrengungen im Rahmen der Millenniums-Entwicklungsziele der Vereinten Nationen unterstützten diesen Prozess.
Die langfristige Entwicklung hat Ähnlichkeit mit anderen Bereichen des gesellschaftlichen Fortschritts. So gab es beispielsweise seit der Aufklärung ebenfalls große Verbesserungen bei Lebenserwartung, Alphabetisierung, Sicherheit und auch weniger Kriege.

## Entwicklung in Deutschland
Im Jahre 1870 starben in Deutschland fast 250 von 1000 Kindern. Dabei gab es starke regionale Unterschiede. So lag im 19. Jahrhundert die Sterblichkeit in der Donauregion bei etwa 35 %, in Südbaden, der Rheinebene und Nord-Württemberg bei unter 20 %. Zu beachten ist bei diesen Zahlen auch, dass die statistische Erfassung ungenau ist. So war etwa der Erfassungszeitraum nicht immer mit den ersten fünf Lebensjahren definiert, oder aus religiösen Gründen wurden tot geborene Kinder als nachgeburtliche Sterbefälle deklariert.
Häufigste Todesursache war dabei Durchfall, wobei vor allem Kinder gefährdet waren, die nicht gestillt wurden. Ärmere Gesellschaftsschichten hatten dabei eine höhere Sterblichkeit als reiche.

Entwicklung der Kindersterblichkeit in Deutschland (Tode pro 1000 Geburten)

Die Kindersterblichkeit in Deutschland sank bis 1910 auf etwa 160, 1930 auf unter 100 und 1970 auf etwa 25. Ursache für den Rückgang waren der wachsende Wohlstand, konsequentes Stillen sowie beratende, soziale und hygienische Maßnahmen und auch die Kinderheilkunde. Der Rückgang ab 1970 ist zu einem großen Teil auf eine Weiterentwicklung der Geburts- und Perinatalmedizin zurückzuführen.
In Deutschland gibt es regionale Unterschiede bei der Säuglingssterblichkeit. Im Jahre 2004 starben in Nordrhein-Westfalen 5 Kinder pro 1000 Geburten, wobei im Bundesland selbst eine Ungleichverteilung von 3,3 im Rhein-Sieg-Kreis bis 8,7 in Gelsenkirchen zu verzeichnen war. Auch gab es Unterschiede nach der Staatsangehörigkeit. So starben in Nordrhein-Westfalen 4,6 Kinder pro 1000 Geburten von Eltern deutscher Staatsangehörigkeit, aber 11,1 von Eltern mit ausländischer Staatsangehörigkeit. In Baden-Württemberg und Bayern betrug die Sterblichkeit 3,4.

## Kindersterblichkeit weltweit

Kindersterblichkeit 2016 (Tode pro 1000 Geburten)

Kindersterblichkeitsrate (Tode pro 1000 Geburten)

Nach Angaben von UNICEF aus dem Jahr 2009 starben damals pro Jahr 8,8 Millionen Kinder unter fünf Jahren, viele davon an Unterernährung oder Krankheiten, die leicht zu verhindern/behandeln wären. Allein 40 % aller Todesfälle ereigneten sich in den ersten 28 Lebenstagen. Lungenentzündung, Durchfall und Malaria sind die häufigsten Krankheiten. Bis 2012 sank die Zahl auf etwa 6,6 Millionen Kinder unter fünf Jahren. 44 Prozent davon verstarben in den ersten 28 Lebenstagen. Die häufigsten Todesursachen waren Geburtskomplikationen, Pneumonie, Diarrhoe und Malaria.
Die geringste Kindersterblichkeit gibt es laut der WHO trotz großer Schwankungen zwischen den Ländern in der Europäischen Region. Hier kommen auf 1000 Lebendgeburten 7,9 Todesfälle innerhalb der ersten fünf Lebensjahre (2010). Die meisten Kindertode werden in Afrika südlich der Sahara und in Südasien verzeichnet, wobei in fünf Ländern etwa die Hälfte aller Todesfälle registriert werden: Indien, Nigeria, die Demokratische Republik Kongo, Pakistan und Äthiopien. In allen diesen Ländern gibt es große Unterschiede im Gesundheitszustand der Bevölkerung – sowohl zwischen ländlichen und städtischen Gebieten als auch zwischen Arm und Reich.
Jedoch gibt es auch Fortschritte. In einigen der ärmsten Länder konnten bedeutende Erfolge erzielt werden. So konnte beispielsweise Malawi seine Kindersterblichkeitsrate innerhalb von 20 Jahren um fast die Hälfte senken. Maßnahmen waren: Erhöhung der Anzahl von Hebammen, eine wesentlich verbesserte Impfungsquote und Investitionen in eine verbesserte Kinderernährung.
In Venezuela hingegen stieg die Kindersterblichkeit im Jahr 2016 wegen der schweren Versorgungskrise nach jahrelanger Misswirtschaft um mehr als 30 %.